# توماس أورورك
توماس أورورك (بالإنجليزية: Thomas O'Rourke)‏ هو دراج أمريكي، ولد في 24 ديسمبر 1934 في ديترويت في الولايات المتحدة.

## وصلات خارجية
- توماس أورورك على موقع أرشيف الدراجات (الإنجليزية)
- توماس أورورك على موقع إحصائيات الدراجات الإحترافية (الإنجليزية)
- توماس أورورك على موقع أوليمبيديا (الإنجليزية)